# تروریسم در مصر
تروریسم در مصر، در قرن ۲۰ و ۲۱، مقامات دولتی، پلیس، اعضای ارتش، گردشگران، مساجد صوفی و اقلیت مسیحی مصری را هدف قرار داده است. بسیاری از حملات، با افراط‌گرایی اسلامی، مرتبط بوده‌اند. تروریسم در دهه ۱۹۹۰، زمانی که جنبش اسلامگرای «جماعت اسلامی مصر»، رهبران سیاسی رده بالا را هدف قرار داد و صدها نفر، از جمله غیرنظامیان را در پی اجرای احکام اسلام کشت، افزایش یافت.
اعتقاد بر این است که ایمن الظواهری، پزشک مصری و رهبر گروه «جهاد اسلامی مصر»، پشت عملیات القاعده بوده است. از سال ۲۰۱۵، چهار نفر از ۳۰ نفری که در فهرست تروریستی «تحت تعقیب‌ترین» اداره تحقیقات فدرال آمریکا قرار دارند، مصری هستند.